# Małki (województwo mazowieckie)
Małki – wieś sołecka w Polsce położona w województwie mazowieckim, w powiecie makowskim, w gminie Rzewnie.
| SIMC    | Nazwa   | Rodzaj    |
| ------- | ------- | --------- |
| 0519831 | Bełdyki | część wsi |
| 0519848 | Gosie   | część wsi |

Wierni Kościoła rzymskokatolickiego należą do parafii św. Jacka w Rzewniu.
Do wybuchu II wojny światowej siedziba wiejskiej gminy Sielc. W latach 1975–1998 miejscowość administracyjnie należała do województwa ostrołęckiego.